# Anabasis ehrenbergii
Anabasis ehrenbergii là loài thực vật có hoa thuộc họ Dền. Loài này được Schweinf. ex Boiss. mô tả khoa học đầu tiên năm 1879.